# Sasimella sarasinifolia
Sasimella sarasinifolia is een rechtvleugelig insect uit de familie sabelsprinkhanen (Tettigoniidae). De wetenschappelijke naam van deze soort is voor het eerst geldig gepubliceerd in 1931 door Heinrich Hugo Karny.